# 馬拉加拉西河
馬拉加拉西河（英語：Malagarasi River）是坦桑尼亞西部的河流，是該國第二大河流，河流全長約450公里。
馬拉加拉西河發源自坦噶尼喀湖北端，其後向東北、東南和西方流經大片沼澤，最後在基戈馬以南25公里的地方流回坦噶尼喀湖，最後80公里的河道是坦桑尼亞和布隆迪的接壤邊境。